# Parisotoma postantennala
Parisotoma postantennala är en urinsektsart som beskrevs av John Tenison Salmon 1949. Parisotoma postantennala ingår i släktet Parisotoma och familjen Isotomidae. Inga underarter finns listade i Catalogue of Life.